# Estudiant
|  | Pel peix de la família dels pomacèntrids, vegeu castanyoleta. |

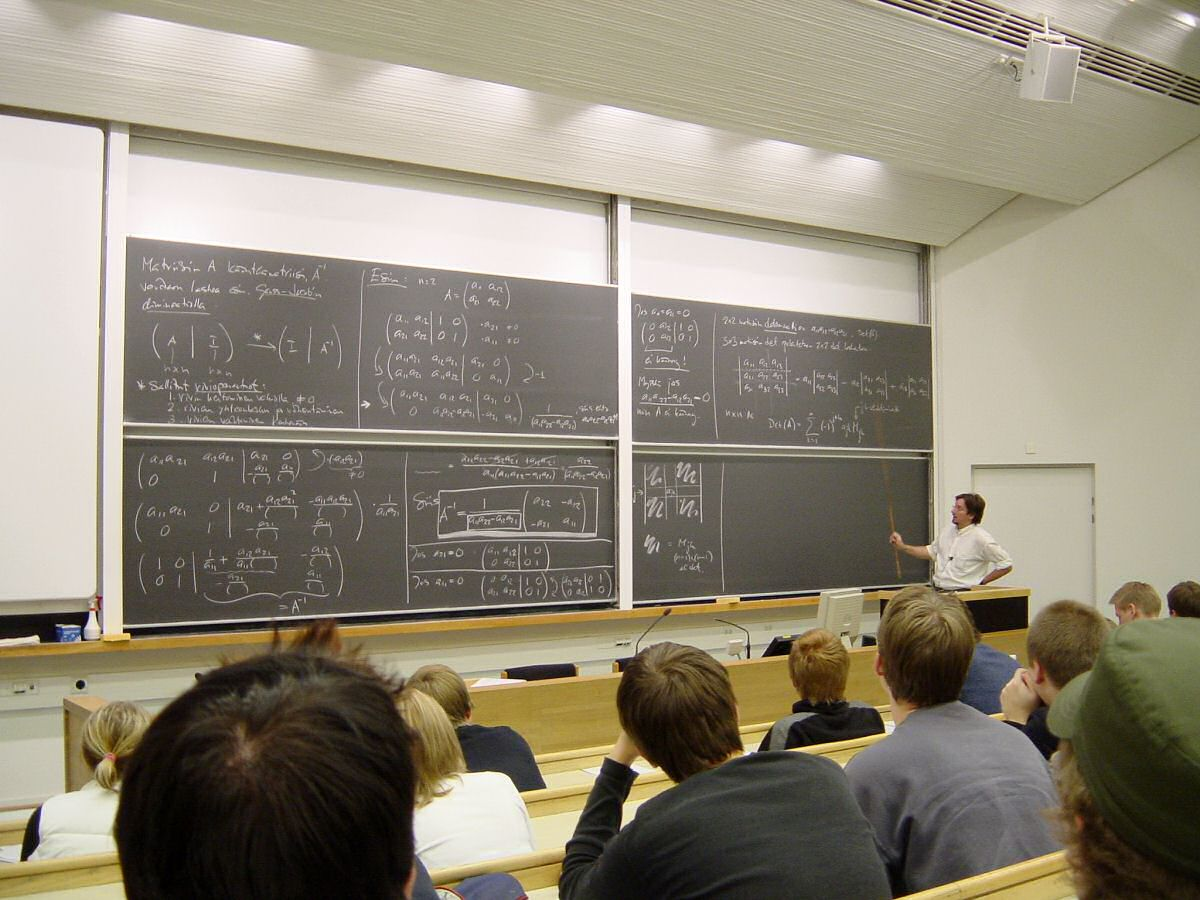
Estudiants en una aula de la Universitat de Hèlsinki.

Un  estudiant és aquella persona dedicada a l'estudi de coneixements, aprenentatge o pràctica sobre alguna matèria, art o professió.

## Grup estudiantil
Un grup estudiantil està format per aquelles persones dedicades a les lectures, posades en pràctica i aprehensió de coneixements sobre alguna matèria o art. També són anomenats grups estudiantils a aquells formats per persones per a realitzar debats, marxes, jocs, etc en nom d'una institució educativa.

## Etimologia
L'ús actual de la paraula estudiant prové de l'edat mitjana. És resultat d'una deformació del significat de la paraula llatina "studere" i el seu substantiu "Studium". "Studere" es podria traduir com esforçar-se, o més correctament "posar zel a", ja que aquest verb llatí sempre es feia servir amb un complement. Després un estudiant en l'època romana era algú que s'esforçava, no algú que aprenia, aquests últims eren anomenats "discipuli" la qual cosa es tradueix com "aprendedores". Encara més, la matriu d'aquest verb la trobem en el grec "spudatzo", el qual té el mateix significat que en el llatí, però amb un èmfasi molt més gran.
Curiosament els grecs mai van usar aquest verb per a designar els que tenien l'ofici era aprendre, perquè mai ho van considerar un ofici especialment esforçat. L'ús actual de la paraula estudiant per a aquell que aprèn la podem trobar en els monestirs medievals i particularment en Sant Tomàs d'Aquino, que reflexiono sobre l'etimologia de la paraula estudi i va dir que els que abandonaven la recerca de la veritat eren els que no estaven disposats a esforçar-se a trobar-la, a fer el sacrifici de la vida ascètica per arribar-hi, per tant qui vol arribar a la veritat, o qui finalment arriba a ella és l'estudiant, l'esforçat, i d'allà que es va començar a anomenar estudiants als monjos, que es dedicaven a buscar a Déu i la veritat. Després el terme es va estendre a tot aquell que buscava la veritat en una àrea del coneixement determinada, i en una última deformació es va començar a anomenar estudiant a tot aquell que es dedicava a aprendre.

## Cicles d'ensenyament

### Espanya
- Educació Infantil fins a 3 anys
- Educació Infantil Obligatòria de 3 a 5 anys
- Educació Primària Obligatòria de 6 a 12 anys
  - Primer de primària
  - Segon de primària
  - Tercer de primària
  - Quart de primària
  - Cinquè de primària
  - Sisè de primària
- Educació Secundària Obligatòria de 12 a 16 anys
  - Primer d'ESO
  - Segon d'ESO
  - Tercer d'ESO
  - Quart d'ESO
- Batxillerat de 16 a 18 anys
  - Primer de batxillerat
  - Segon de batxillerat
- Cicles Formatius a partir de 16 anys
- Estudis Universitaris a partir de 18 anys